# Área metropolitana de Rochester (Nueva York)
El Área metropolitana de Rochester o Área Estadística Metropolitana de Rochester, NY MSA, como la denomina oficialmente la Oficina de Administración y Presupuesto, es un Área Estadística Metropolitana del estado estadounidense de Nueva York. Tiene una población de 1.054.323 habitantes según el Censo de 2010, convirtiéndola en la 51.º área metropolitana más poblada de los Estados Unidos.

## Composición
Los 5 condados del estado de Nueva York que componen el área metropolitana, junto con su población según los resultados del censo 2010:
- Livingston – 65.393 habitantes
- Monroe – 744.344 habitantes
- Ontario – 107.931 habitantes
- Orleans – 42.883 habitantes
- Wayne – 93.772 habitantes

## Área Estadística Metropolitana Combinada
El área metropolitana es parte del Área Estadística Metropolitana Combinada de Rochester–Batavia–Seneca Falls, NY CSA junto con:
- el Área Estadística Micropolitana de Batavia, NY µSA, que comprende el condado de Genesee; y
- el Área Estadística Micropolitana de Seneca Falls, NY µSA, que comprende el condado de Seneca;

totalizando 1.149.653 habitantes en un área de 9.713 km².

## Principales comunidades del área metropolitana
Ciudad principal o núcleo
- Rochester

Otras comunidades con más de 50.000 habitantes
- Greece
- Irondequoit

Otras comunidades con 25.000 a 50.000 habitantes
- Brighton
- Brighton
- Chili
- Gates
- Henrietta
- Perinton
- Penfield
- Pittsford
- Webster

Otras comunidades con 10.000 a 25.000 habitantes
- Arcadia
- Canandaigua
- Farmington
- Geneva
- Ogden
- Parma
- Sweden